# Venusia rala
Venusia rala är en fjärilsart som beskrevs av Louis Beethoven Prout 1938. Venusia rala ingår i släktet Venusia och familjen mätare. Inga underarter finns listade i Catalogue of Life.